# In Frisco ist der Teufel los
In Frisco ist der Teufel los ist eine Operette in vier Akten von Guido Masanetz. Die erste Fassung Wer braucht Geld? wurde am 17. November 1956 im Metropoltheater Berlin uraufgeführt. Maurycy Janowski bearbeitete das originale Textbuch von Otto Schneidereit. In dieser am 23. März 1962 im Metropoltheater Berlin uraufgeführten Fassung wurde das auch an westlichen Musical-Mustern orientierte Opus eines der erfolgreichsten und meistgespielten Werke des Heiteren Musiktheaters der DDR.

## Inhalt
1. Akt: Hof der Transportfirma Benson auf dem Hafengelände in San Francisco - 2. Akt: Im Animierlokal „Tampico“ im Hafenviertel von Frisco - 3. Akt: Im Hafen - 4. Akt: Großer Saal im Hotel „Nevada“
„Xonga Miller, Besitzerin der Tampico-Bar und anderer Vergnügungsetablissements, möchte auch noch das Hotel Nevada übernehmen, da der Besitzer gestorben ist und der Erbe sich bisher nicht gemeldet hat. Plötzlich wird durch die Kellnerin Virginia bekannt, dass der Barkassenführer Anatol Brown der Erbe ist. Er will ein Seemannsheim für alte Seeleute daraus machen. Da das Hotel jedoch mit 10.000 Dollar an Xonga Miller verschuldet ist, muss er bis 24.00 Uhr diese Summe auftreiben. Mit Hilfe seiner Freunde wird im Hafen eine Sammlung veranstaltet. See- und Schauerleute helfen das Geld aufzutreiben. Aber auch die übrigen Hindernisse, die ihm die Gruppe um Xonga Miller unter Anwendung gerissenster Methoden in den Weg legt, überwindet Brown auf gewitzte Art und Weise. Sein alter Freund Jonas kann als erster in das Seemannsheim einziehen.“

## Musiknummern
- „Durch die Straßen rollte einst ein Dollar“
- „Mein Schiff sank bei Kap Horn“
- „Heute ist für mich plötzlich Sonntag“
- „Hallo! Da bist du platt wie eine Flunder...“
- „Von der Hudsonbay bis Feuerland“
- „Schaut mich einer an...“
- „Seemann, hast du mich vergessen?“
- Finale I
- „Was ist los in San Francisco?“
- „Jedes Schiff hat eine Heimat“
- „Jetzt weiß ich genau...“
- „Du hast ein Mädchen um den Schlaf gebracht...“
- Die Zwangseinweisung
- „Der Tag hat viele Stunden“
- Finale II & Da capo

## Orchesterbesetzung
2 Flöten, 2 Oboen, (2. auch Englischhorn), 2 Klarinetten (2. auch Bassklarinette), 2 Fagotte, 4 Hörner, 3 Trompeten (3. ad libitum), 3 Posaunen, Pauken, Schlagzeug, Marimbaphon ad libitum, Gitarre ad libitum, Vibraphon, Klavier (mit Celesta ad libitum), Harfe, Streichquintett, (4 Saxophone: 2 Es-/Alt-Saxophone, Tenor-Saxophon, Bariton-Saxophon - ad libitum)

## Entstehung
Otto Schneidereit ersann Ende der 1950er frei nach Zeitungsberichten über Korruption und Prohibition in den Vereinigten Staaten das Operettensujet Wer braucht Geld?. Gemäß der Doktrin des Sozialistischen Realismus sollte über Kritik am „kapitalistischen Ausland“ eine positive Identifikation des DDR-Publikums mit der DDR-Regierung bewirkt werden. Das Operettenprojekt wurde erst unter dem neuen Arbeitstitel Hotel Nevada und nach einer einschneidenden Umarbeitung als In Frisco ist der Teufel los zu einem Serienerfolg mit der in der DDR seltenen Übereinstimmung von Ideologie und Publikumszuspruch.

## Wirkung
Nach Uraufführung der zweiten Fassung erlebte In Frisco ist der Teufel los allein bis 1965 Inszenierungen und Aufführungen in Dresden, Senftenberg, Stendal, Schwerin, Potsdam, Stralsund, Neustrelitz, Zittau, Eisleben, Freiberg, Quedlinburg, Plauen, Karl-Marx-Stadt, Dessau, Eisenach, Meiningen, Cottbus, Gera/Greiz, Zeitz, Altenburg, Bautzen, Leipzig, Magdeburg, Weimar, Frankfurt an der Oder (DDR), Tartu (Estnische SSR), Preskov (CSSR), Szolnok, Szeged (VR Ungarn), Sofia, Stara Stagora (VR Bulgarien)
In der zweiten Hälfte der 1970er Jahre setzte in der DDR eine zweite Inszenierungswelle ein. Zum Beispiel gelangte In Frisco ist der Teufel los an der Musikalischen Komödie Leipzig am 13. Januar 1965 und am 16. Juni 1976 zur Premiere, beide Male in der Inszenierung des Regisseurs Erwin Leister
Anlässlich der Neuinszenierung am Berliner Metropoltheater schrieb dessen Dramaturg Rainer Northmann: „Die Musik Guido Masanetz', die gekonnt und unbefangen südamerikanische Folklore mit amerikanischer Intonation und des Komponisten eigener Klangwelt mischt, die Charleston neben Swing und Blues rhythmisch wirkungsvoll einsetzt, die richtige Schlager und auch konzipierte Ensembles und Chorsätze dem Publikum bietet, gehört zum Besten und Populärsten, was für dieses Genre in der DDR geschrieben wurde.“
Insgesamt erlebte In Frisco ist der Teufel los in der DDR mindestens 56 Inszenierungen.
Die Musikalische Komödie Leipzig brachte zum 101. Geburtstag und in Anwesenheit des Komponisten zwei halbszenische Vorstellungen in der szenischen Einrichtung von Christian Geltinger heraus. Auch in den Galakonzerten zum hundertjährigen Jubiläum 2012 des Hauses Dreilinden, dem Sitz der Musikalischen Komödie Leipzig, erklangen Ausschnitte.
Das Aufführungsmaterial ist beim Bärenreiter Verlag erhältlich.

## Tonträger
- Guido Masanetz: In Frisco ist der Teufel los (Musikalische Gesamtaufnahme) - Rundfunkchor Leipzig, Großes Orchester des Deutschlandsenders, Dirigent: Robert Hanell - Günther Gollasch, Elisabeth Ebert, Gisela May, Ingeborg Springer; Peter Bindszus, Wolfgang Hellmich, Reiner Süß; Gerd E. Schäfer, Werner Troegner - NOVA 8 85 016, 1 LP
- Guido Masanetz: Wer braucht Geld? (Operettenquerschnitt) - Großer Chor des Berliner Rundfunks, Estradenorchester des Deutschlandsenders, Dirigent: Werner Krumbein - Hella Jansen, Alfons Schienemann, Martin Ritzmann, Gerhard Frei - AMIGA M45 / 540 118